# Lo Brelh
Le Breuil-sur-Couze és un municipi francès situat al departament del Puèi Domat i a la regió d'Alvèrnia-Roine-Alps. L'any 2007 tenia 943 habitants.

## Demografia

### Població
El 2007 la població de fet de Le Breuil-sur-Couze era de 943 persones. Hi havia 417 famílies de les quals 147 eren unipersonals (79 homes vivint sols i 68 dones vivint soles), 119 parelles sense fills, 123 parelles amb fills i 28 famílies monoparentals amb fills.
La població ha evolucionat segons el següent gràfic:
Habitants censats

### Habitatges
El 2007 hi havia 493 habitatges, 423 eren l'habitatge principal de la família, 20 eren segones residències i 51 estaven desocupats. 430 eren cases i 61 eren apartaments. Dels 423 habitatges principals, 305 estaven ocupats pels seus propietaris, 109 estaven llogats i ocupats pels llogaters i 9 estaven cedits a títol gratuït; 4 tenien una cambra, 22 en tenien dues, 68 en tenien tres, 143 en tenien quatre i 187 en tenien cinc o més. 286 habitatges disposaven pel capbaix d'una plaça de pàrquing. A 199 habitatges hi havia un automòbil i a 169 n'hi havia dos o més.

### Piràmide de població
La piràmide de població per edats i sexe el 2009 era:
| Homes | Edats   | Dones |
| ----- | ------- | ----- |
| 0     | 95 o +  | 0     |
| 8     | 90 a 94 | 12    |
| 8     | 85 a 89 | 8     |
| 4     | 80 a 84 | 20    |
| 12    | 75 a 79 | 28    |
| 12    | 70 a 74 | 24    |
| 28    | 65 a 69 | 16    |
| 20    | 60 a 64 | 32    |
| 16    | 55 a 59 | 16    |
| 48    | 50 a 54 | 40    |
| 36    | 45 a 49 | 36    |
| 36    | 40 a 44 | 32    |
| 36    | 35 a 39 | 32    |
| 16    | 30 a 34 | 44    |
| 12    | 25 a 29 | 16    |
| 20    | 20 a 24 | 12    |
| 20    | 15 a 19 | 28    |
| 32    | 10 a 14 | 24    |
| 20    | 5 a 9   | 24    |
| 16    | 0 a 4   | 20    |

## Economia
El 2007 la població en edat de treballar era de 605 persones, 413 eren actives i 192 eren inactives. De les 413 persones actives 365 estaven ocupades (205 homes i 160 dones) i 49 estaven aturades (15 homes i 34 dones). De les 192 persones inactives 68 estaven jubilades, 69 estaven estudiant i 55 estaven classificades com a «altres inactius».

### Ingressos
El 2009 a Le Breuil-sur-Couze hi havia 420 unitats fiscals que integraven 944,5 persones, la mediana anual d'ingressos fiscals per persona era de 17.546 €.

### Activitats econòmiques
Dels 44 establiments que hi havia el 2007, 3 eren d'empreses alimentàries, 4 d'empreses de fabricació d'altres productes industrials, 3 d'empreses de construcció, 9 d'empreses de comerç i reparació d'automòbils, 5 d'empreses de transport, 5 d'empreses d'hostatgeria i restauració, 4 d'empreses de serveis, 8 d'entitats de l'administració pública i 3 d'empreses classificades com a «altres activitats de serveis».
Dels 6 establiments de servei als particulars que hi havia el 2009, 1 era una oficina de correu, 1 taller de reparació d'automòbils i de material agrícola, 1 fusteria, 1 lampisteria, 1 perruqueria i 1 restaurant.
Dels 5 establiments comercials que hi havia el 2009, 1 era una botiga de menys de 120 m², 1 una fleca, 2 carnisseries i 1 una sabateria.
L'any 2000 a Le Breuil-sur-Couze hi havia 5 explotacions agrícoles.

## Equipaments sanitaris i escolars
El 2009 hi havia una escola elemental.

## Poblacions més properes
El següent diagrama mostra les poblacions més properes.